# Tuheitia Paki
Tūheitia Pōtatau Te Wherowhero VII, né le 21 avril 1955 et mort le 30 août 2024, est le roi du Kingitanga, qui rassemble certaines tribus maories de l'île du Nord de Nouvelle-Zélande, du 21 août 2006 à sa mort.

## Biographie
Il étudie à la Rakaumanga School de Huntly, à la Southwell School de Hamilton et au St. Stephen's College de Bombay Hills. Son père et sa mère sont Whatumoana Paki et la reine Te Atairangikaahu. Il épouse Te Atawhai et a trois enfants : Whatumoana, Korotangi, et Ngā Wai,.
À sa mort en 2024, le conseil du Kingitanga, composé de douze anciens des diverses tribus membres, choisit sa fille Ngā Wai, la cadette de ses trois enfants, pour lui succéder.

## Distinctions
- Plaque commémorative de l’Arbre de la paix (the Tree of Peace Memorial Plaque), la plus haute distinction par l’ONG slovaque Servare et Manere, 2022[5].